# Viktor Čmal
Viktor Nikolajevič Čmal (30. října 1960 – 14. června 2015) byl ruský pilot kluzáků a motorových letadel.
Narodil se ve vesnici Vobčanskije Chutora nedaleko Vovčansku v Charkovské oblasti tehdejšího Svazu sovětských socialistických republik (SSSR), která je nyní součástí Ukrajiny. Létat začal na větroních v roce 1979 a v roce 1981 absolvoval letecké učiliště DOSAAF. Stal se členem republikového reprezentačního týmu Arménské SSR a od roku 1983 kandidátem a posléze i členem svazové reprezentace.

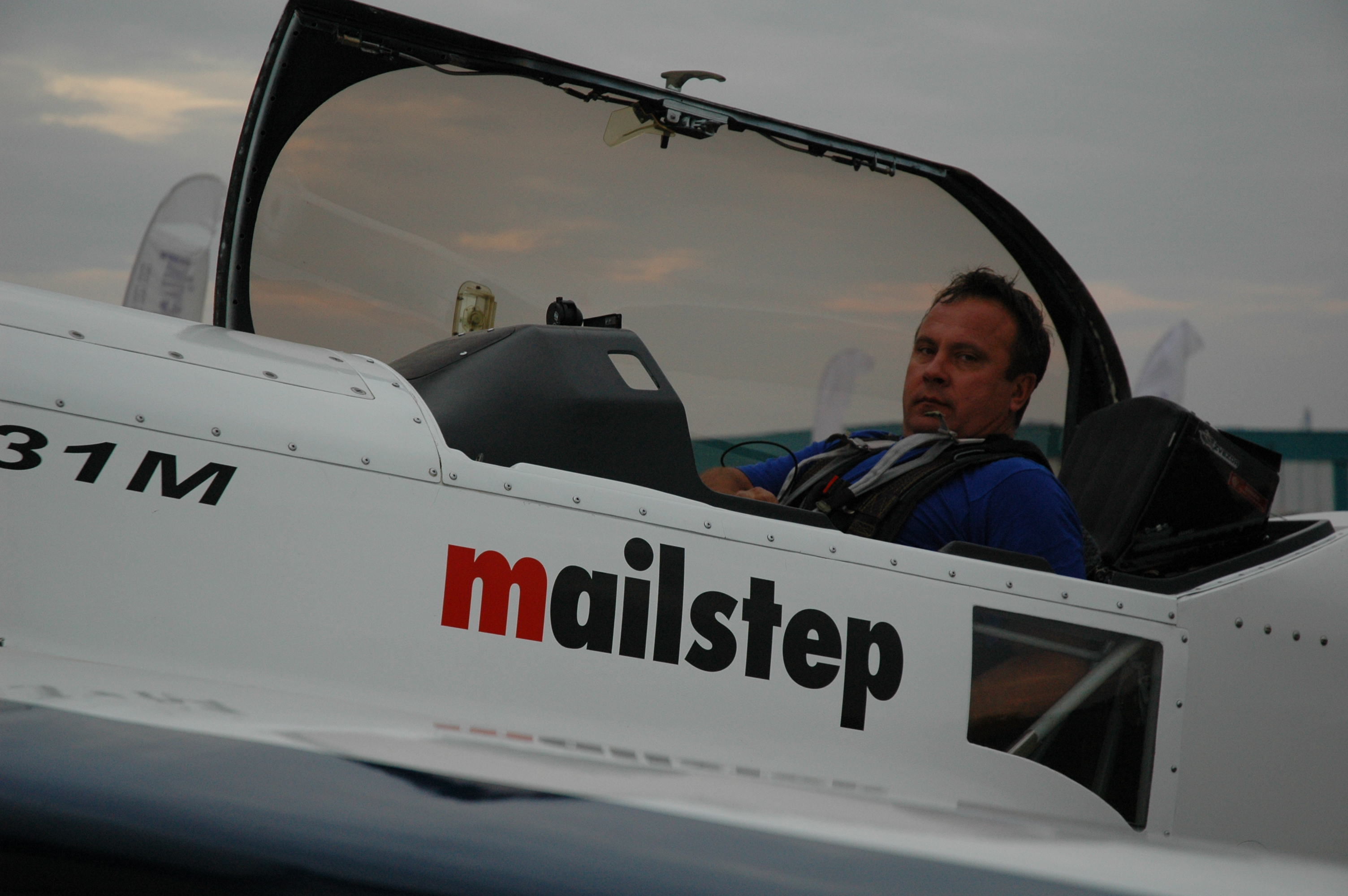
Viktor Čmal v roce 2006 při Acrobatshow-Memoriálu Martina Stáhalíka na letišti Dlouhá Lhota

## Sportovní úspěchy
Viktor Čmal je dosud (2023) jediným pilotem v historii, který byl světovým šampionem v obou základních kategoriích letecké akrobacie. Na 6. mistrovství světa FAI v akrobacii kluzáků se v roce 1995 stal ve jihofrancouzském Fayence na kluzáku Swift společně s Michailem Mamistovem a Sergejem Rachmaninem mistrem světa v týmové soutěži . O rok později, v roce 1996, zvítězil na letounu Suchoj Su-26 v individuální soutěži v nejvyšší kategorii Unlimited na 18. mistrovství světa FAI v akrobacii motorových letunů v Oklahoma City. V letech 1996 až 2008 byl pravidelným účastníkem Unlimited závodů FAI World Grand Prix.

## Instruktor, trenér, zkušební pilot
Je autorem v Rusku dosud používané metodiky výcviku letecké akrobacie, působil jako trenér reprezentačního týmu Arménie a na přelomu tisíciletí spolupracoval jako trenér a instruktor také s reprezentačním týmem leteckých akrobatů České republiky.
Věnoval se i freestyle letecké akrobacii a vystupoval na leteckých exhibicích v Evropě, USA, Japonsku a dalších zemích. V letech 2001, 2002 a 2006 se zúčastnil Acrobatshow - Memoriálu Martina Stáhalíka pořádaného od roku 2001 Aeroklubem Příbram na letišti Dlouhá Lhota. V letech 2012 a 2013 se představil při Aerobatic Freestyle Challenge na letišti Letňany.
Viktor Čmal se podílel na vývoji modifikací letounu SU 26, který byl v polovině 80. let minulého století přelomovým typem v konstrukci akrobatických letadel, a od roku 2000 pracoval jako zkušební pilot letecké společnosti Suchoj.
Během své letecké kariéry nalétal celkem 3 555 hodin na motorových letounech JAK-18, JAK-50, JAK-52, JAK-55, SU-26, SU-29, SU-31, Zlin Z-50, Zlin Z 326, Extra 300, Extra 330, An-2, Il-103, Cessna 152, Cessna 172, Tecnam Golf a kluzácích Pugaček, Jantar-Standard, Blaník, SZD Bocian, MDM-1 Fox a Swift S-1.
Viktor Čmal zemřel v necelých 55 letech 14. června 2015 na následky zranění způsobených pádem ze schodů.